# Marian Drăghici
Marian Drăghici (n. 25 februarie 1953 Osica de Sus) este un poet, publicist și editor român. Membru al Uniunii Scriitorilor din România din 12 ianuarie 1990.

## Debut
- În presa literară, decembrie 1972, în Steaua și Luceafărul, cu pseudonimul Marian Luca. În 1988, îi apare la Cartea Românească volumul Despre arta poetică (titlul inițial, Descriere după altă natură, a fost respins de cenzură)..

## Activitate Literară
- Tradus, pentru reviste sau antologii colective, cu grupaje de poeme în germană, engleză, franceză, macedoneană, albaneză, spaniolă, italiană, suedeză.

- Până la Revoluție, publică poezie și recenzii în reviste ca Steaua, Ramuri, Tomis, Transilvania, Viața Românească (poeme citite de Virgil Ierunca la Europa Liberă). În 1983, depune la Cartea Românească, pentru debut, volumul Descriere după altă natură, cu o prefață de Ștefan Augustin Doinaș.

- În 1985, Premiul revistei Ramuri „pentru volum în manuscris”, alături de Doina Pologea (proză) și Marius Ghica (eseu). Inițiat de Marin Sorescu, anume pentru „a forța” debutul editorial al tinerilor afirmați în paginile revistei, premiul acesta, acordat în cadrul festiv al Zilelor Ramuri, la care participau scriitori de elită din toate generațiile, de prin întreaga țară, nu i-a impresionat defel pe funcționarii editoriali de la Scrisul Românesc.

- În octombrie 1988, îi apare volumul depus la Cartea Românească, fără prefața lui Ștefan Augustin Doinaș, cu modificări în sumar și titlu schimbat: Despre arta poetică. Comentat elogios de Mircea Iorgulescu (România literară), Constanța Buzea (Amfiteatru), Ion Buzera (Mesaj comunist - sic!), Marius Lazăr (Familia) ș.a.

- În februarie 1991, în cadrul unui „schimb cultural” de două săptămâni cu Uniunea Scriitorilor din URSS, vizitează Moscova, Suzdal, Vladimir – experiență care-i inspiră poemul titular al volumului Partida de biliard din pădurea rusească, inclus/comentat de Ion Mircea în antologia Ocolul lumii în 80 de poeme.

- Participare la Festivalul Internațional Serile de Poezie, Struga, Macedonia, 1995, cu amplul poem Lunetistul tradus în macedoneană de Lidija Dimkovska.

- Din inițiativa KulturKontaktAustria publică volumul bilingv Licht, langsam/Lumină, încet – versiune în limba germană de Florica Madritsh Marin (Wieser Verlag, Klagenfurt, 2004). Bursier în programul „Writers in residence” (2004/2005).

- Lecturi cu public, în 2004, la Bank Austria Creditanstalt, Central Bibliothek Austria(în deschiderea Zilelor României la Viena) și, în 2005, la Institutul Cultural Român din Viena.

- În țară, lecturi de poezie la Iași, Carei, Constanța, Sasca Montană, Craiova, Cernavodă, Satu Mare, Botoșani, Sibiu, Sighișoara, Brădiceni-Târgu Jiu, Neptun, Sighet, Piatra Neamț, Corabia, Pitești-Florica, București (Muzeul Literaturii Române, Casa Monteoru/ Sala Oglinzilor, Cafeneaua „Curtea Veche”, Palatul Șuțu, Colegiul Național „Sfântul Sava” din București, Teatrul Național/ Sala „Ion Dacian”).

- Inclus în manualul de Limba și literatura română, clasa a XII-a, Editura Paralela 45, 2007, cu poemul Negresa.

- Președinte al secției de poezie din Asociația Scriitorilor București (2001-2005). Între 2002-2005, secretar general de redacție la săptămânalul Ziua literară, în paginile căruia scrie Cronica Cenaclului Uniunii Scriitorilor din România și Poșta redacției.

- Din 2006, secretar general de redacție, apoi redactor șef-adjunct, al revistei Viața Românească (fondată la 1906), editată de Uniunea Scriitorilor și Redacția Publicațiilor pentru Străinătate. Membru în Consiliul de conducere al Uniunii Scriitorilor și în Comisia de validare (2006-2009).

- Inițiază colecția de poezie Ins-Urgent, în care a antologat/prefațat volume de Vasile Petre Fati (Zidul și pălăria), Paul Aretzu (Urma lui Uriel), Ioana Crăciunescu (Mașinăria cu aburi), Rodian Drăgoi (Lumină de mireasă).
- Președinte de Juriu, Festivalul internațional de literatură „Tudor Arghezi”, ediția a XXXV-a, Tg.-Jiu/Tg.Cărbunești, 22-24 mai 2015; Laudatio pentru poetul laureat Mircea Bârsilă.

## Distincții
Cavaler al Ordinului Meritul Cultural, 2004, acordat de Președinția României.

## Volume publicate
- Despre arta poetică, Ed. Cartea Românească, 1988;
- Partida de biliard din pădurea rusească, Ed. Eminescu, 1995;
- Lunetistul, Ed. Pontica, 1996;
- Lunetistul & cocoșul de tablă, Ed. Cartea Românească, 1996;
- HARRUM cartea ratării, cu postfață (Romanticul în postmodernism) de Al. Cistelecan. Ed. Vinea, 2001;
- Licht, langsam.../ Lumină încet... - Aus dem Rumänischen von Florica Madritsch Marin. Gedichte. Edition Zwei, Klagenfurt: Wieser Verlag, 2004, 93 p.;
- Negresa, Ed. Vinea, 2005;
- lumină, încet, Editura Tracus Arte, coperta și grafica de Mircia Dumitrescu, 2013);
- Lunetistul & cocoșul de tablă, editia a II-a (Editura Tracus Arte, postfață de Gabriel Nedelea, coperta de Mircia Dumitrescu, 2016);
- lumière, doucement (Editura L’Harmattan, Paris, 2018, traducere de Sonia Elvireanu);
- păhăruțul (Editura Junimea, 2019;
- Illimitato/De necuprins, ediție bilingvă italiano-română, Giuliano Ladolfi Editore, traducere și prefață de Giuliano Ladolfi, Roma-Borgomanero, 2022);
- Lumină, încet – ediția a doua, cu prefață de acad. Ion Pop, Editura Tracus Arte, 2023.

## Premii
- Premiul revistei Steaua la Festivalul „Lucian Blaga” (1980);
- Premiul Ramuri (1985, 2004);
- Premiul revistei Tomis și al Filialei Dobrogea a Uniunii Scriitorilor din România. (1989, 1996);
- Premiul Frontiera Poesis (1997);
- Premiul revistei Convorbiri literare (2004);
- Premiul Național pentru Poezie Serile la Brădiceni (2006);
- Premiul Virgil Mazilescu (2009);
- Premiul revistei Argeș (2010)
- Premiul National "Tudor Arghezi" - Opera Omnia, 2014, acordat de Uniunea Scriitorilor din România. Cetățean de onoare al Orașului Tg. Cărbunești. Diplomă de excelență, acordată de Uniunea Scriitorilor și Institutul Cultural Român; [1]
- Diploma  de  Excelență,  din  partea  Fundației  “GEORGETA și  MIRCEA CANCICOV”, pentru antologia de poezie a anului 2013, Lumina, încet. (Festivalul AVANGARDA XXI, ediția a XIII-a, Bacău, 2014);
- Premiul revistei HYPERION, în cadrul manifestării Poeți români la Eminescu acasă, ediția a II-a, Botoșani, 13 iunie 2015 (președintele Fundației Culturale „Hyperion”, Gellu Dorian);
- Premiul de onoare „Naji Naaman” pentru întreaga creatie, Liban, 2020[2]
- Prix D’Honneur du Grand concours littéraire du monde francophone 2021[3], pour recueil poétique Lumière, doucement;
- Attestation de Valeur Littéraire decerné par L’Académie poétique et littéraire de Provence, 2021;
- Premiul Scriitorul lunii ianuarie[4], în cadrul Galei Scriitorii Anului (nov.2023 - oct.2024), acordat de juriul României literare (președinte Nicolae Manolescu), Iași, 2024[5];
- Premiul Opera Omnia, Filiala Sibiu a Uniunii Scriitorilor, 2024.

## Nominalizari
- Lecturi la Gala Națională a Poeziei Contemporane, Alba Iulia, Iași, București, în patru ediții.
- Inclus în Lista canonică a celor mai reprezentativi 100 de poeți români în 100 de ani (1918-2018)[6], rezultată în urma votului a 35 de critici literari din România.
- Nominalizat la Premiul Național „Mihai Eminescu”, 2024[7].